# لوزيا بيزيرا
لوزيا بيزيرا مواليد 23 مايو 1968، هي لاعبة كرة يد أنغولية سابقة. مثلت منتخب أنغولا لكرة اليد للسيدات. شاركت في دورة الألعاب الأولمبية الصيفية سنة 1996.

## سجل المنافسة
شاركت في البطولات التالية:
- الألعاب الأولمبية الصيفية 1996

## روابط خارجية
- لوزيا بيزيرا على موقع اللجنة الأولمبية الدولية (الإنجليزية)
- لوزيا بيزيرا على موقع أوليمبيديا (الإنجليزية)